# 吴冕
吴冕（1959年10月13日—），中国大陆女演员，中国民主同盟成员。

## 生平
吴冕出生于上海的一个大家族，祖父是毕业于牛津大学的兽医，父亲是参与过抗美援朝的志愿军战士，母亲为知识分子。7岁时，家族因文革被抄家，吴冕从优渥生活跌入困顿，被迫承担生活重担。18岁考入上海戏剧学院表演系，与同班同学高原相恋，毕业后随高原回哈尔滨，1981年进入哈尔滨话剧院，出演第一部电影作品《七月流火》。1986年，转入武汉话剧院。1990年，凭借电视剧《汉正街》获第10届中国电视剧飞天奖优秀女演员。1992年，凭电视剧《上海一家人》“金桂花”一角，获得第10届大众电视金鹰奖最佳女配角奖。1997年，加入上海电影演员剧团。曾主演《孽债》《上海人在东京》《儿女情长》等剧，奠定“市井女性”专业户地位。2000年代后转型饰演母亲、祖母一类角色。

## 電視劇（中國大陸）
| 首播年份 | 劇名               | 角色            |
| -------- | ------------------ | --------------- |
| 2020年   | 三十而已           | 王漫妮母        |
| 2021年   | 錦心似玉（網絡劇） | 徐太夫人        |
| 2023年   | 长风渡（網絡劇）   | 葉家主母 梁青玉 |